# Мишуринрогская волость
Мишуринорежская волость — административно-территориальная единица Верхнеднепровского уезда Екатеринославской губернии.
По состоянию на 1886 год — самая большая в уезде: состояла из 12 поселений, 2 сельских общин. Население 8393 человека (4335 мужского пола и 4058 женского), 1068 дворовых хозяйств.
|                       | Площадь, десятин | В том числе пахотной, десятин |
| --------------------- | ---------------- | ----------------------------- |
| Сельских общин        | 18 216           | 12 095                        |
| Частной собственности | 4                | 4                             |
| Другой собственности  | 304              | 164                           |
| Всего                 | 18 524           | 12 263                        |

Самые большие поселения волости:
- Мишурин Рог — село над рекой Днепр в 35 верстах от уездного города, 4587 человек, 834 двора, 2 православные церкви, школа, 7 лавок, 6 ярмарок;
- Днепрово (Каменка) — село над Днепром, 2001 человек, 435 дворов, православная церковь, школа, 2 лавки, 2 ярмарки;
- Калужное — село при реке Омельник, 1311 человек, 285 дворов, православная церковь, 2 лавки.

В 1908 году население выросло до 15 634 человек (8282 мужского пола и 7352 женского), 2785 дворовых хозяйств.